# Myxilla crassa
Myxilla crassa är en svampdjursart som först beskrevs av James Scott Bowerbank 1875.  Myxilla crassa ingår i släktet Myxilla och familjen Myxillidae. Inga underarter finns listade i Catalogue of Life.